# 故县水库
故县水库位于中国河南省洛阳市洛宁县、卢氏县、灵宝县交界处的殽山腹地，坝址位于洛宁县故县镇，是以防洪为主，兼有灌溉、供水、发电、养殖等功能的大（一）型水库。
相传西施和范蠡退隐后即隐居于此，故称西施湖。